# Bélnyálkahártya-gát
A bélnyálkahártya gát, amelyet bélgátnak is neveznek, a bélnyálkahártya azon tulajdonságára utal, amely biztosítja a nemkívánatos luminális tartalom megfelelő tárolását a bélben, miközben megőrzi a tápanyagok felszívódását. Az általa biztosított elválasztás a test és a bél között megakadályozza a luminális tartalom ellenőrizetlen áthelyezését a testbe. Szerepe a nyálkahártya szöveteinek és a keringési rendszernek a gyulladást előidéző molekulákkal, például mikroorganizmusokkal, toxinokkal és antigénekkel szembeni védelmében létfontosságú az egészség és a jólét megőrzése szempontjából. A bélnyálkahártya-gát diszfunkciója számos egészségügyi állapothoz kapcsolódik, mint például: ételallergia, mikrobiális fertőzések, irritábilis bél szindróma, gyulladásos bélbetegség, cöliákia, metabolikus szindróma, nem alkoholos zsírmájbetegség, cukorbetegség és szeptikus sokk.

## Összetétel
A bélnyálkahártya-gát egy heterogén egység, amely a bélnyálkahártya által kidolgozott fizikai, biokémiai és immunelemekből áll. A központi komponens a bélhámréteg, amely fizikai elválasztást biztosít a lumen és a test között. A különböző molekulák lumenbe történő szekréciója megerősíti a gát funkciót az extraepiteliális oldalon, míg a különféle immunsejtek további védelmet nyújtanak a hámréteg alatt.

### Fizikai elemei

#### Nyálkaréteg(ek)
A nyálka egy réteget (vagy rétegeket, a vastagbél esetében) képez, amely elválasztja a luminális tartalom nagy részét a bélhámtól. A nyálka egy erősen glikozilált hidratált gélből áll, amelyet a kehelysejtek által kiválasztott mucinmolekulák alkotnak. A nyálka megakadályozza, hogy nagy részecskék érintkezzenek a hámsejtréteggel, miközben lehetővé teszi a kis molekulák átjutását. A nyálka emellett megkönnyíti a luminális tartalom átjutását a belek hosszában, megvédi a hámsejteket az emésztőenzimektől, és megakadályozza a mikroorganizmusok közvetlen érintkezését a hámréteggel.

#### A bélhám
A bélhám a bélnyálkahártya gát legelső alkotóeleme. A beleket bélelő hámsejtek rétegéből áll. A hatékony gát kialakításához kulcsfontosságú a paracelluláris útvonal (a molekulák sejtek közötti transzlokációjának útvonala) pontos szabályozása. A szomszédos sejtek közötti tér lezárását az egyes sejtek által kidolgozott fehérjekapcsolatok által létrehozott junkcionális komplexek közvetítik. Védő funkciója mellett a bélhám szabályozza a hasznos ionok, tápanyagok és egyéb anyagok szelektív felvételét a lumenből a szervezetbe.